# ميدان الأبطال (بودابست)

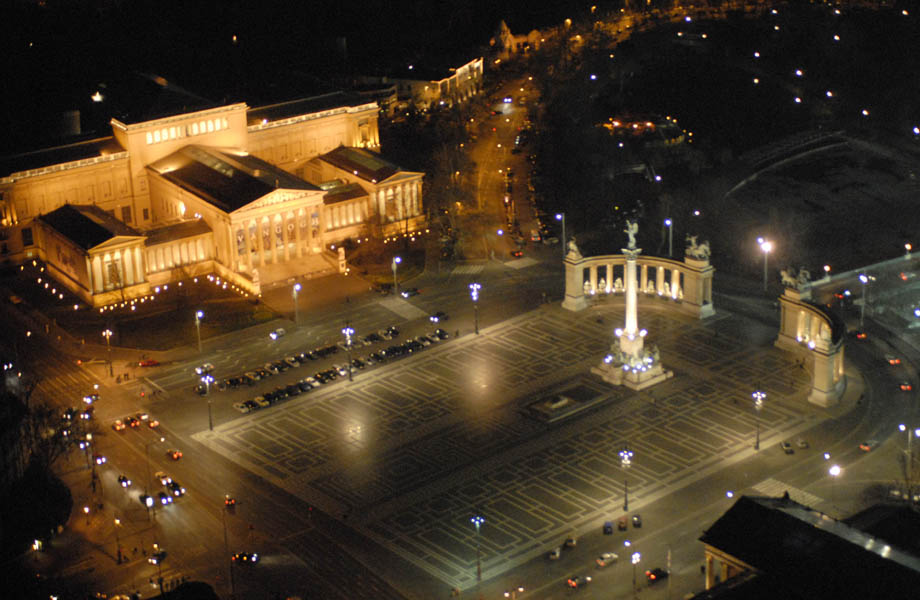
الميدان ليلا

ميدان الأبطال (بالمجرية Hősök tere) هو ميدان هام في العاصمة الهنغارية بودابست. يقع الميدان في نهاية طريق اندرساى والذي يعد أحد مواقع التراث العالمى. يطل على الميدان مبنيان فنيان هامان في العاصمة المجرية وهما متحف الفنون الجميلة وقصر الفنون بينما يطل على الميدان عن ناحية شارع اندرساى مبنيان أحدهما مبنى سكنى والآخر سفارة صربيا في بودابست (سابقا سفارة يوغسلافيا الاتحادية) والتي لجأ إليها رئيس الوزراء المجري السابق امري ناجي. في منتصف الميدان يوجد نصب تذكارى ضخم يعرف بنصب الألفية وهو يمثل قادة القبائل السبعة التي كونت المجر في القرن التاسع الميلادى.
بدأ إنشاء الميدان العام 1896 وانتهى انشاؤه عام 1929، وأخذ اسمه الحالى بعد ذلك. يحتوى الميدان على محطة للمترو تحمل اسمه وتعد من كبرى محطات المترو بالمدينة. شهد الميدان مظاهرات عنيفة وأعمال عنف ابان الثورة المجرية العام 1956.

## صور

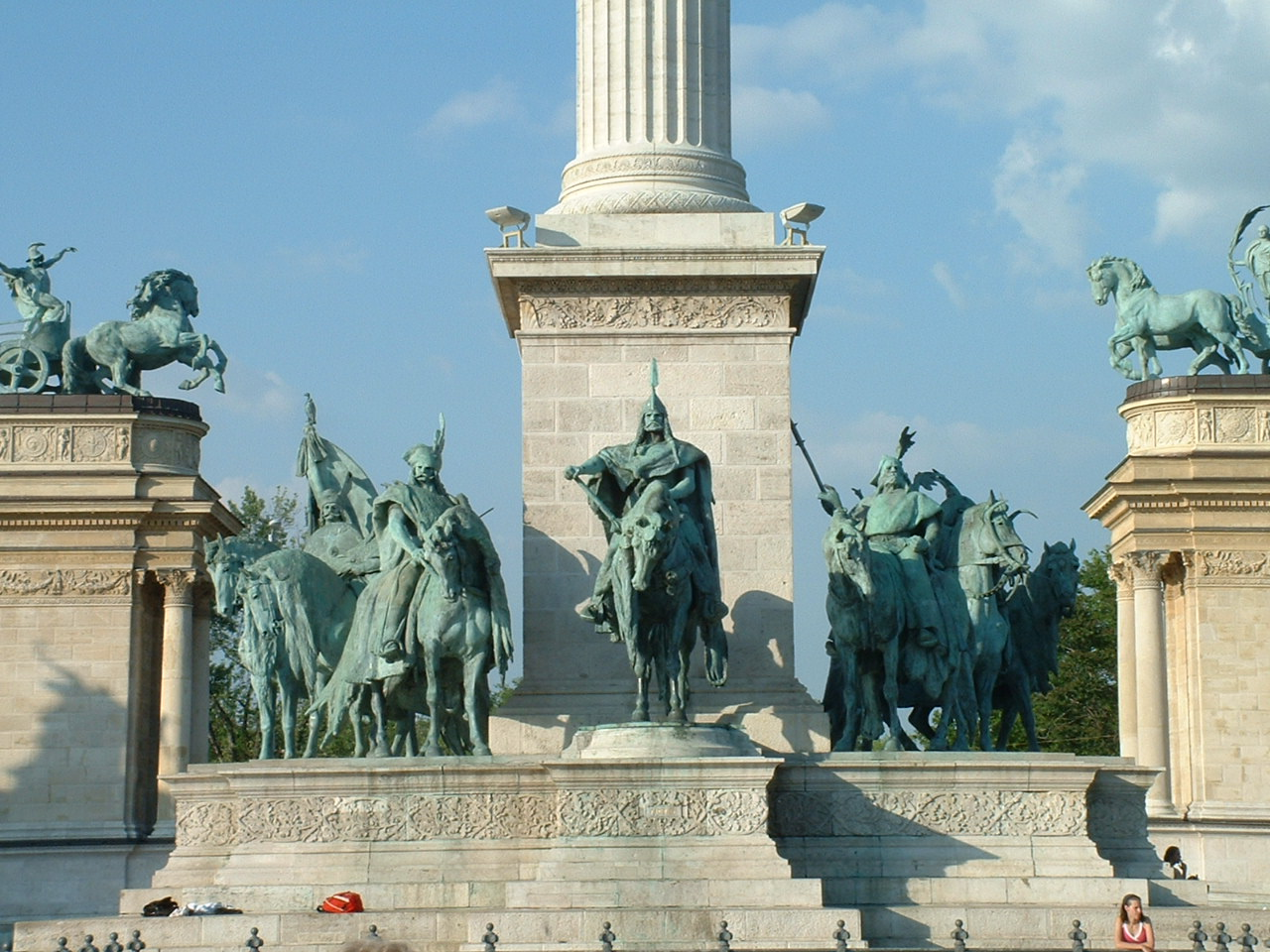

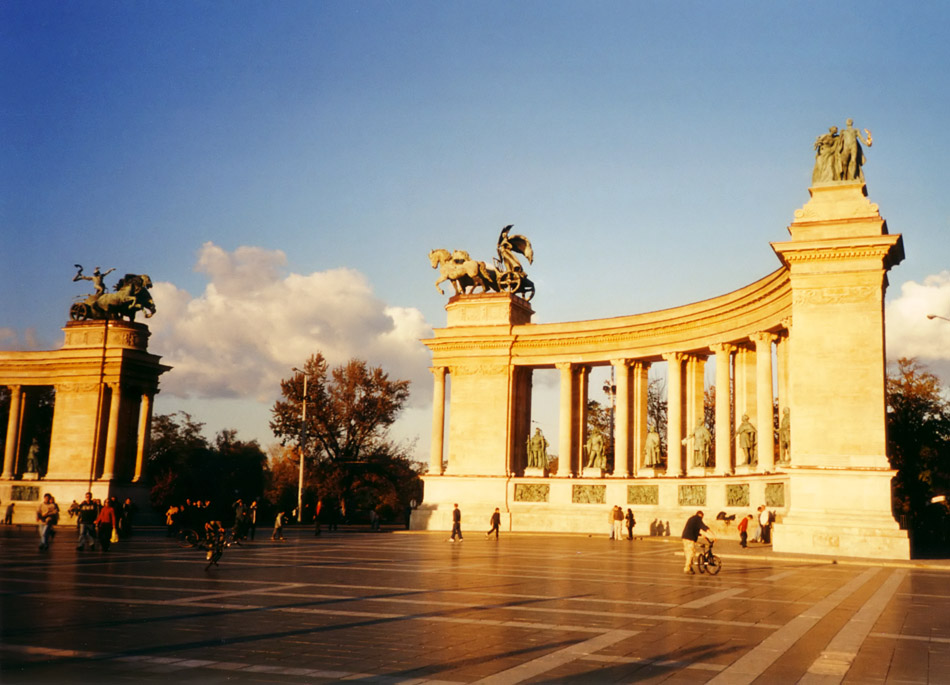
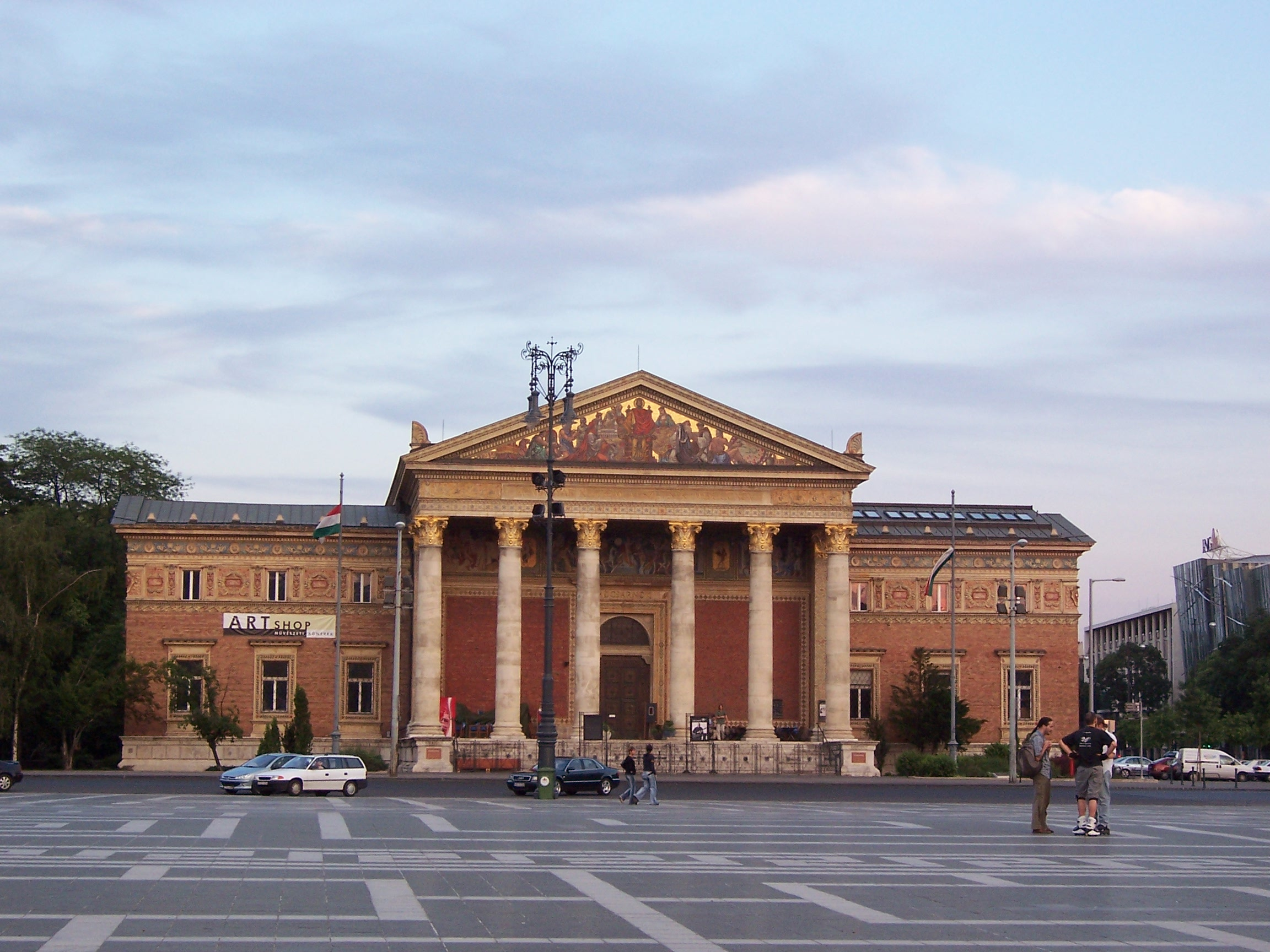

## وصلات خارجية
- civertan.hu
- صور بالأبعاد الثلاثية